# Džungla
Džungla je područje monsunske šume ili područje tropske bjelogorične šume. 
Naziv je potekao od sanskrtske riječi džangala (जङ्गल) što znači divljina. To je mjesto bujne vegetacije popraćeno visokim temperaturama tijekom gotovo cijele godine. Najčešća i najbujnija je u području jugoistočne Azije.
Džungla je zemljište obraslo neprohodnom vegetacijom na razini tla, posebno u tropima. Obično je takva vegetacija dovoljno gusta da ometa kretanje ljudi, pa putnike primorava da koriste mačete, kako bi si čistili put prilikom kretanja. U prašumi je za razliku od džungle, prizemni dio obično čist od vegetacije zbog nedostatka sunčeve svjetlosti, pa je stoga relativno olakšano kretanje. Džungle mogu postojati unutar ili na rubovima prašuma u područjima u kojima su prašume otvorene zbog prirodnog poremećaja poput uragana ili ljudskim aktivnostima poput sječa. Sukcesivna vegetacija koja izvire nakon ovakvog poremećaja prašume je gusta i neprohodna i „tipična” za džunglu. Džungla se također obično formira uz rubove prašume kao što su obale potoka, zbog veće raspoložive svjetlosti na razini tla.